# ブラオ
ブラオ（英語: Burao, ソマリ語: Burco, アラビア語: بورعو）は、ソマリランドのトゲアー州の行政中心都市。ただしソマリランドの独立は承認されておらず、国際的にはソマリアの一部として扱われている。ソマリランドでは首都ハルゲイサに次いで人口が多い。

## 歴史
ブラオは1991年5月18日のソマリランド独立と共に、ソマリランドの一部となった。ソマリランドの独立宣言は、現在の首都ハルゲイサではなく、ブラオで行われた。（なお、国際的にはソマリランドの独立は承認されておらず、あくまでもソマリアの一部である。）ソマリランドの他の都市と同様、国外からの援助で復興を遂げた。経済的にも発展しており、周囲の地域から人々も集まってきている。

## 住居環境
ブラオの人口は、年々増え続けており、2006年の議会選挙の時の人口は15万4千人ほどである。ただし国勢調査は20年以上行われていない。住民の大半はソマリ族のイサック氏族のハバージェクロ支族、ハバーヨーニス支族である。
ブラオには24時間使える電気があり、地下水を水源とした水道もある。商業も行われており、観光客も来る。

## 地理
ブラオの気候はソマリア北部の他地域と同様、年を通じて暑く乾燥している。6月から8月にかけての平均気温は日中35℃、夜間25℃である。冬季は日中27℃、夜間14℃である。12月と5月には時々雨が降る。
町の真ん中に東西方向にトゲーア川が通っているが、ワジであり、水は時々しか流れない。町の中央部にはこの川を跨ぐ新しい橋がかけられている。

## 野生動物
野生動物は食料や繁殖地を探してブラオ周辺にも現れる。よく見かける動物はクーズー、イボイノシシ、グレビーシマウマ、アフリカノロバ、野鳥などである。ブラオの南方はサバナであり、ライオンやヒョウなども見られる。また、カラカルの世界最大の生息地があることでも知られる。

## 交通
ブラオにはバスが通っており、ブラオ空港も整備されている。ダーロ航空によりハルゲイサ、エチオピアのアディスアベバ、イエメンのサナアなどと繋がっている。道路を通じて港町ベルベラとも繋がっている。

## 教育
- ブラオ大学が存在する。